# Montclair State University

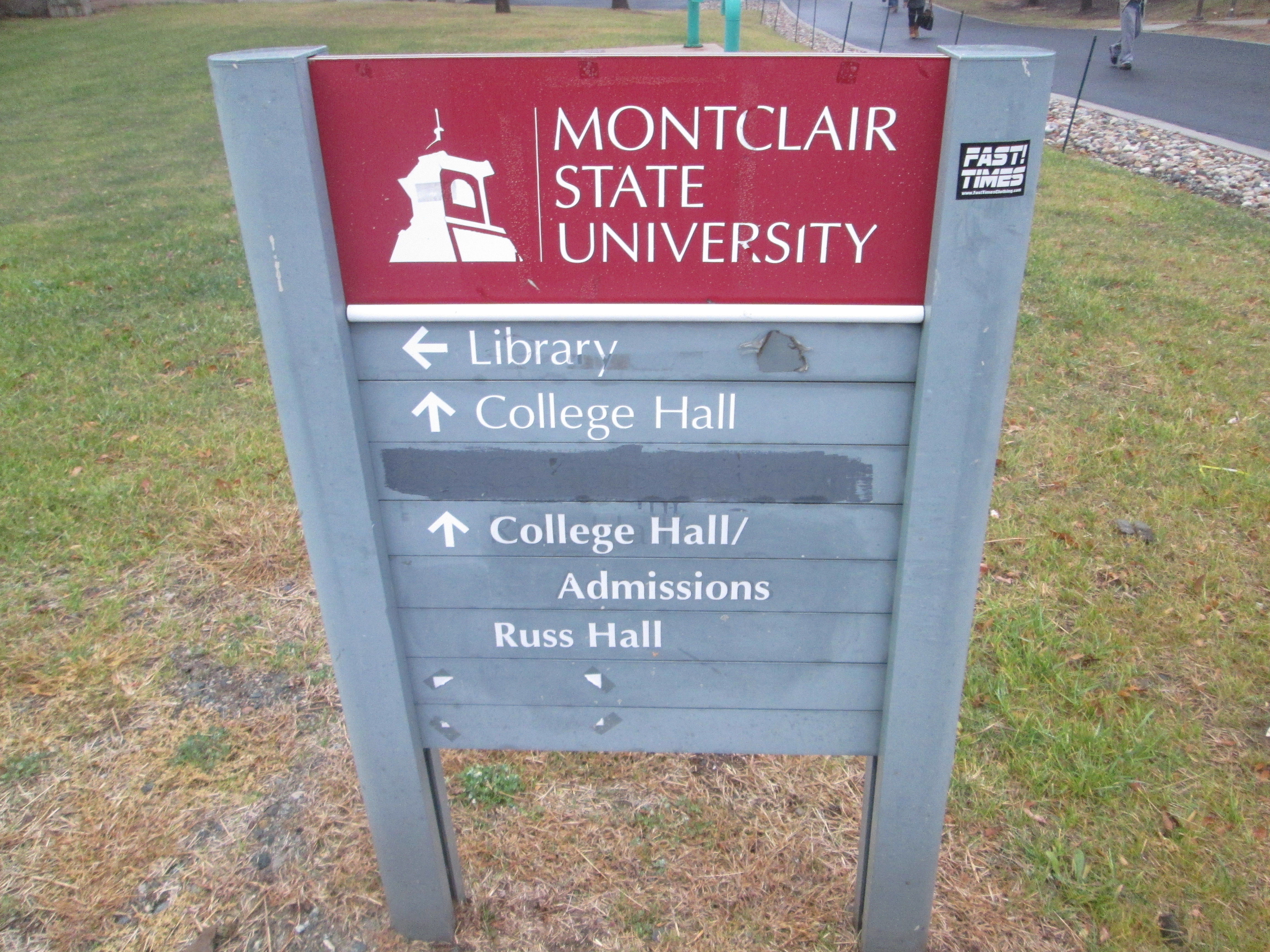

Montclair State University (cujo nome quer dizer Universidade Estadual de Montclair) é uma universidade pública de pesquisa (R3), localizada na seção Upper Montclair de Montclair, na área Grea Notch de Little Falls, e seção Montclair Hights em Clifton, no estado americano de Nova Jersey. Em outubro de 2015, havia um total de 20.465 total de alunos matriculados: 16.336 estudantes de graduação e 4.129 alunos de pós-graduação. Montclair State University, a segunda maior Universidade do Estado de Nova Jersey, em termos de população estudantil, tem aproximadamente 500 acre(s)s (2,0 km2) no tamanho, incluindo a New Jersey School of Conservation. A Universidade atrai estudantes do estado de Nova Jersey, de vários outros estados do Nordeste do país e de muitos países estrangeiros. Mais de 250 cursos são oferecidos.
A universidade é membro de organizações profissionais como a American Association of State Colleges e Universidades, Conselho Americano de Educação, a Associação Americana de Faculdades e Universidades e o Conselho de Escolas de pós-Graduação.

## História
Planos para a construção do que viria a ser uma Escola  Normal pública foi iniciada em 1903, e demorou um ano para que a permissão fosse concedida para a aprovação do estado para a construção da escola. Em seguida, foi estabelecido como  Escola Normal do Estado de Nova Jersey em Montclair, uma escola normal, em 1908 cerca de 5 anos após o planejamento inicial da escola. Na época, o Governador John Franklin Fort participou da inauguração da escola, em 1908, e a escola teve seu primeiro diretor Charles Sumner Chapin no mesmo ano. O primeiro edifício construído foi College Hall, que ainda existe até hoje. Na época, no entanto, a escola oferecia apenas programas de dois anos, que foram feitos para treinar e desenvolver professores. Na época, o campus tinha cerca de 25 acre(s)s (100 000 m2), 8 membros do corpo docente e 187 alunos. Da primeira turma a se formar, que contaram por 45 alunos, fez parte William O. Trapp, que eventualmente ganharia o Prêmio Pulitzer de jornalismo, em 1929. O primeiro dormitórios foram construídos cinco anos mais tarde, em 1915, e é conhecido como Russ Hall.

Em 1924, o Dr. Harry Sprague se tornou o primeiro presidente de Montclair, e, pouco depois, a escola começou a ser mais inclusiva de atividades extracurriculares como esportes, que ainda são muito importante na cultura da escola. Em 1927, no entanto, após estudos surgiram a respeito do número de professores de Ensino Médio no estado de Nova Jersey (apenas 10% de todos os professores de ensino médio haviam recebido seus diplomas em Nova Jersey), a instituição tornou-se Montclair State Teachers College e desenvolveu um programa de quatro anos (Bachelor of Arts) em Pedagogia, tornando-se o primeiro instituto a fazê-lo. Em 1937, tornou-se a primeira faculdade de Pedagogia credenciado pelo Middle States Association of Colleges e Escolas.
Em 1943, durante a II Guerra Mundial, vários alunos, sob autorização do presidente, Harry Sprague, entraram para a Marinha dos EUA como voluntários, para treinar para a guerra. Foi também quando os alunos e professores da faculdade passaram a vender títulos de investimentos de guerra para apoiar tropas Americanas.
Em 1958, a escola se uniu à Panzer College of Physical Education and Hygiene, para se tornar Montclair State College. A escola tornou-se uma instituição abrangente e multi-propósito em 1966. O Conselho de Educação Superior instituiu a faculdade em universidade em 27 de abril de 1994, e no mesmo ano, a faculdade tornou-se Montclair State University. A universidade tem oferecido o programa de Mestrado em Artes desde 1932, Mestrado em Administração de Empresas desde 1981, Mestrado em Educação desde 1985, Mestrado em Ciências desde 1992, Mestrado em Belas Artes desde 1998, Doutorado em Educação desde 1999. A partir de 2008, a Universidade passou a oferecer programas de PhD, primeiro na formação de Professores e  Desenvolvimento de Professores, depois em Gestão Ambiental, Conselheiro Educacional, Estudos Familiares,  e, mais recentemente, de Ciências e Distúrbios de Comunicação e (2014). Em 2014, Montclair State University formou mais de 30 alunos de doutorado.
Em 2004, New Jersey Transit abriu Montclair State University Station em Little Falls, que liga a universidade à Cidade de Nova York. A construção do  Estação MSU custou $26 milhões para concluir, incluindo um estacionamento com 1.500 vagas. Em 2015, a universidade criou a Escola de Comunicação e Mídia e acrescentou dois novos edifícios para o seu campus: o Feliciano School of Business e o Center for Environmental and Life Sciences (CELS). Partridge Hall, o antigo site da Faculde de Administração está atualmente sendo renovado e está definido para reabrir na Primavera de 2016 como o novo prédio da Faculdade de Enfermagem da Montclair State University, que irá oferecer cursos de Assistente de Enfermage, Bacharel em Enfermagem e pós-graduação em Enfermagem. Em 2016, Montclair State University foi promovida de uma faculdade de Mestrado para uma faculdade de Pesquisa e Doutorado pela Carnegie Classification of Institutions of Higher Education. 

## Classificação
Rankings da Montclair State University são unanimes e consinstemente altos. Em 2016, a revista U.S. News & World Report classificou a Montclair State University #34 para "Universidades Regionais Norte" e #7 para Universidades Públicas no Norte." A Universidade é reconhecida nacionalmente por seus excelentes programas de educação e administração de empresas. Especificamente, a U.S. News & World Report 2015 Melhores Faculdades de Pós-Graduação listou o programa da Montclair State Educação Infantil  e o Feliciano School of Business foi novamente incluído no Princeton Review Guia para As Melhores Escolas de Negócios. Em reafirmando Montclair State credenciamento no Outono de 2012, o Middle States Comissão em Edução Superior elogiou o abrangente sistema de avaliação de aprendizagem da Universidade,  seu envolvimento proativo com os desafios da tecnologia e o seu ambicioso plano estratégico para as metas quantificáveis.

## A Vida no Campus

### Informações Demográficas
No Outono de 2015, 6,287 alunos do sexo masculino e 10,049 alunas do sexo feminino estavam matriculadosem cursos de graduação.
| Raça                                     | Tempo Integral | Meio Período | Total |
| ---------------------------------------- | -------------- | ------------ | ----- |
| Estrangeiro Não-Residente*               | 270            | 81           | 351   |
| Hispânico/Latino                         | 3639           | 471          | 4110  |
| Índio Americano/Nativo Do Alasca         | 6              | 3            | 9     |
| Ásiatico                                 | 744            | 96           | 840   |
| Negro/Afro-Americano                     | 1561           | 161          | 1722  |
| Nativo Do Havaí/Outras Ilhas Do Pacífico | 30             | 1            | 31    |
| Branco                                   | 6394           | 786          | 7180  |
| Duas ou Mais Raças                       | 470            | 50           | 520   |
| Desconhecido                             | 1319           | 254          | 1573  |
| Total                                    | 14433          | 1903         | 16336 |

- Estrangeiros não Residentes estão excluídos de outras designações raciais.

### Crime
De 2010 a 2014, nenhum assassinato foram reportados no campus da Montclair State University. Em 1976, um tiroteio fatal ocorreu em frente ao Bohn Hall seguindo uma disputa por uma falta de basquete.
Os crimes frequentes são furtos, infrações de leis de bebidas álcoolicas e violações de abuso de drogas . As tabelas abaixo mostram as estatísticas de crimes de locais no campus (incluindo moradia estudantil), estudante de habitação, áreas públicas adjacentes à universidade, e locais fora do campus que são propriedade da universidade. De 2004 a 2013, Montclair State University reportou 56 casos de estupro; tendo o quarto maior número de estupro relatados nas 43 instituições públicas e privadas de Nova Jersey.
| Year | Type                    | On Campus | Student Housing | Public | Non Campus | Ref    |
| ---- | ----------------------- | --------- | --------------- | ------ | ---------- | ------ |
| 2014 | Forcible Rape           | 4         | 4               | 0      | 0          | [ 12 ] |
| 2014 | Other Forcible Offenses | 1         | 1               | 0      | 0          | [ 12 ] |
| 2014 | Non-forcible Offenses   | 0         | 0               | 0      | 0          | [ 12 ] |
| 2013 | Forcible Rape           | 4         | 4               | 0      | 0          | [ 12 ] |
| 2013 | Other Forcible Offenses | 0         | 0               | 0      | 0          | [ 12 ] |
| 2013 | Non-forcible Offenses   | 0         | 0               | 0      | 0          | [ 12 ] |
| 2012 | Forcible Rape           | 3         | 3               | 0      | 3          | [ 9 ]  |
| 2012 | Other Forcible Offenses | 0         | 0               | 0      | 0          | [ 9 ]  |
| 2012 | Non-forcible Offenses   | 0         | 0               | 0      | 0          | [ 9 ]  |
| 2011 | Forcible Rape           | 4         | 2               | 0      | 0          | [ 9 ]  |
| 2011 | Other Forcible Offense  | 0         | 0               | 0      | 0          | [ 9 ]  |
| 2011 | Non-forcible Offenses   | 0         | 0               | 0      | 0          | [ 9 ]  |
| 2010 | Forcible Rape           | 3         | 2               | 0      | 0          | [ 9 ]  |
| 2010 | Other Forcible Offenses | 0         | 0               | 0      | 0          | [ 9 ]  |
| 2010 | Non-forcible Offenses   | 0         | 0               | 0      | 0          | [ 9 ]  |

| Ano  | No Campus | Moradia Estudantil | Público | Não Campus | Ref    |
| ---- | --------- | ------------------ | ------- | ---------- | ------ |
| 2014 | 37        | 22                 | 1       | 0          | [ 12 ] |
| 2013 | 46        | 38                 | 0       | 0          | [ 12 ] |
| 2012 | 62        | 41                 | 0       | 0          | [ 9 ]  |
| 2011 | 78        | 47                 | 0       | 0          | [ 9 ]  |
| 2010 | 64        | 30                 | 0       | 0          | [ 9 ]  |

| Ano  | No Campus | Moradia Estudantil | Público | Não Campus | Ref    |
| ---- | --------- | ------------------ | ------- | ---------- | ------ |
| 2014 | 87        | 71                 | 2       | 0          | [ 12 ] |
| 2013 | 98        | 84                 | 6       | 0          | [ 12 ] |
| 2012 | 62        | 56                 | 0       | 0          | [ 9 ]  |
| 2011 | 78        | 68                 | 0       | 0          | [ 9 ]  |
| 2010 | 107       | 97                 | 0       | 0          | [ 9 ]  |

| 2014 | 52 | 46 | 0 | 0 | -     | 2013 | 68 | 59 | 6 | 0 | [ 12 ] |
| 2012 | 66 | 60 | 1 | 3 | [ 9 ] |      |    |    |   |   |        |
| 2011 | 81 | 61 | 0 | 0 | [ 9 ] |      |    |    |   |   |        |
| 2010 | 43 | 39 | 0 | 0 | [ 9 ] |      |    |    |   |   |        |

## Faculdades e Escolas

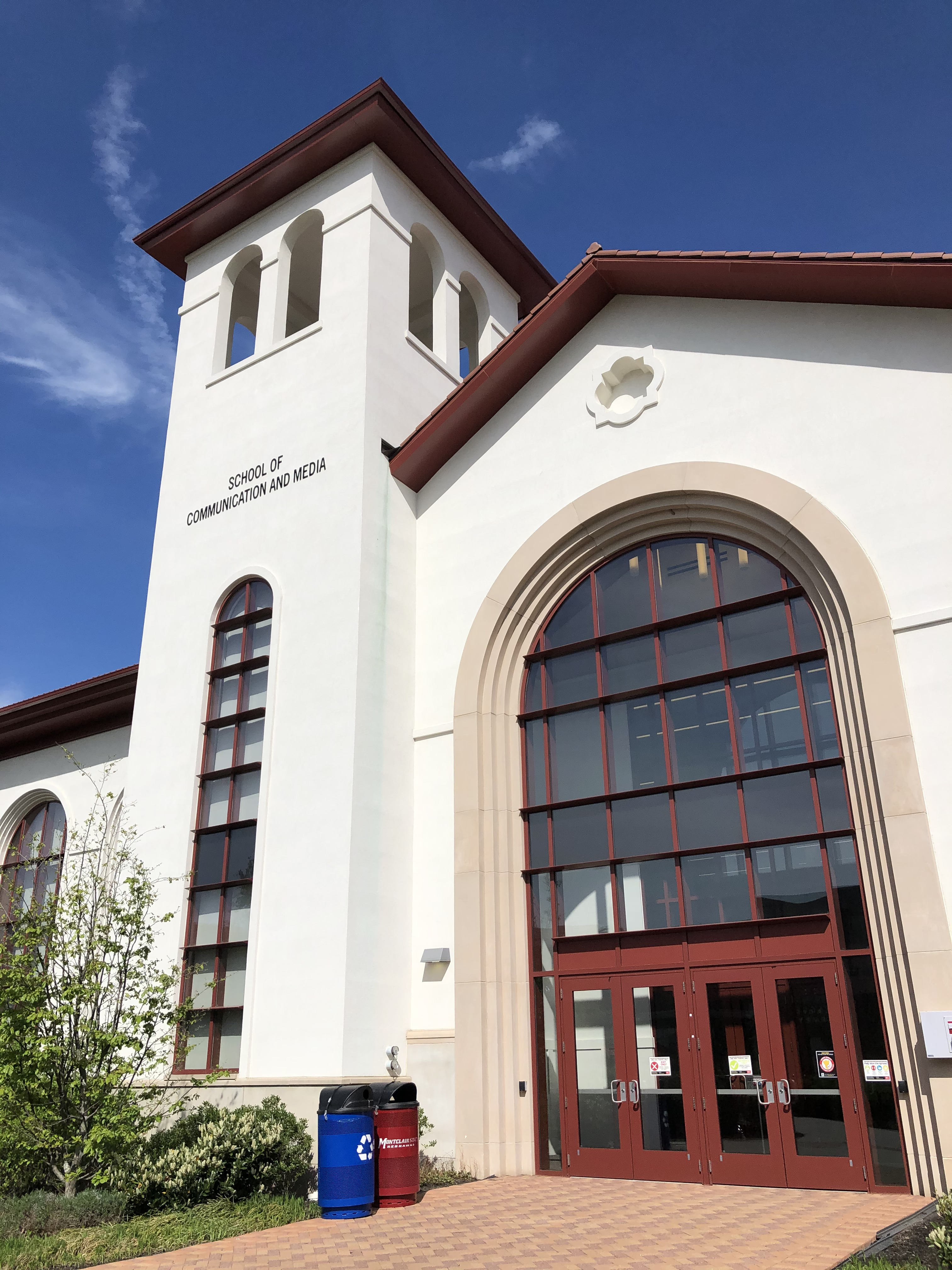
Prédio da Escola de Comunicação e Mídia

Montclair State University contém oito faculdades e/ou escolas, cada uma com seu próprio Reitor ou Diretor. A maior parte dessas faculdades organizam e conduzem programas acadêmicos individualmente (por exemplo, cursos de Graduação, cursos de Mestrado e Programas de certificação, etc.), mas, ocasionalmente, trabalham cooperativamente para oferta de programas interdisciplinares. Por exemplo, um aluno pode cursar Psicologia com uma Certificação de Professor de Estudos Sociais - um programa que é oferecido conjuntamente pela Faculdade de Ciências Humanas e Sociais (Psicologia) e a Faculdade de Educação e Serviços Humanos (Certificação de Professor).
MSU oferece um Doutorado em Gestão Ambiental, uma das poucas universidades nos Estados Unidos para oferecer um grau de doutorado nesta área da pedagogia altamente interdisciplinar e que esta evoluindo tão rapidamente.A universidade também oferece aos alunos a oportunidade de cursar um Doutorado em biomedicina com seu programa conjunto com UMDNJ. A universidade também oferece acordos de articulação com os programas da UMDNJ na área de Medicina, Odontologia e Fisioterapia . A universidade também oferece tais acordos de articulação com Rutgers Ernest Mario School of Pharmacy, a combinação de um diploma de bacharel de Montclair com um diploma de Farmácia da Rutgers.